# ヤルカンド・ハン国

ヤルカンド・ハン国
Yarkent Khanate（英）
葉爾羌汗国（中）

ヤルカンド・ハン国の最大領域（1570年代）

ヤルカンド・ハン国（英語：Yarkent Khanate、中国語：葉爾羌汗国）は、16世紀から17世紀にかけて東トルキスタンに存在していた国家。「カシュガル・ハン国」の名前で呼ばれる。

## 歴史
モグーリスタン・ハン国（東チャガタイ・ハン国）・ハンのアフマド・アラクの次男のスルタン・サイードは、ティムール朝の王族バーブルの保護を受けてカーブルで3年を過ごした。モグーリスタンに帰還したスルタン・サイードは東トルキスタン西部を支配するドゥグラト部の有力者ミールザー・アバー・バクルを追放し、1514年にハンを称した。当時モグーリスタン東部のトルファンにはサイードの兄のマンスールが建てたウイグリスタン・ハン国が存在し、両者は互いの権威を認めず争うがやがて和解し、モグーリスタンに2つの政権が並立した。サイードは草原地帯の確保を試みるが、ウズベク、カザフに圧迫され、支配領域はカシュガル、ヤルカンドを中心とするタリム盆地西部のオアシス地帯に限定されていた。マンスールが明に対する聖戦（ジハード）を行っていた頃、北方の草原地帯を喪失したサイードはラダック、バルーチスターンに聖戦を行った。サイードの跡を継いだアブドゥッラシード・ハン1世は強大な勢力を有するドゥグラト部と対立し、ドゥグラト部の有力者サイイド・ムハンマド・ミールザーは処刑され、サイードの治世に功績を挙げたミールザー・ハイダル・ドゥグラトは国外に亡命する。
サイードの治世以降、多くのマー・ワラー・アンナフルのスーフィー（イスラーム神秘主義の修行僧）が東トルキスタンを巡錫するようになり、サイードとアブドゥッラシードはスーフィーに帰依した。アブドゥル・カリームの治世に、スーフィーのアフマド・カーサーニー（マフドゥーミ・アーザム）の子のホージャ・イスハークがカシュガルを訪れた。アブドゥル・カリームの帰依を受けられなかったイスハークはホータン、アクス、クチャを歴訪し、アブドゥル・カリームの弟のムハンマドに道統を授けてサマルカンドに帰還した。
1591年にアブドゥル・カリームが没した後、ムハンマドがハンの位に就いた。ムハンマドは東トルキスタンにおけるイスハークの筆頭弟子でもあり、イスハークの遺児であるホージャ・ムハンマド・ヤフヤーはカシュガルのムハンマドを頼り、彼を通して父の道統を継承した。ヤフヤーはムハンマドを含む7人のハンの師父となり、ハン位の継承問題にも介入した。主要なオアシス地帯を支配する王族のハン位を巡る争いはヤフヤーの政治への介入を容易にし、7人のハンの中には彼に毒殺された者もいた。
ヤフヤーの従弟のムハンマド・ユースフもカシュガルを訪れたが、ヤフヤーと対立したために東の粛州・西寧で布教活動を行った。イスハークの子孫であるイスハーキーヤ（黒山党）とムハンマド・ユースフの子ヒダーヤット・アッラー（ホージャ・アファーク）の子孫であるアーファーキーヤ（白山党）はヤルカンド・ハン国の主導権を巡って争い、ヒダーヤットも父と同様に明で布教を行った。
1636年にアブー・アル＝アフマド・ハージ・ハンは清に入貢し、東トルキスタンの諸勢力と清との間の朝貢貿易が成立する。1648年から1649年にかけて甘粛で発生したムスリムの反乱の後、一時的に東トルキスタンと清の交流は断絶するが、1655年から貿易が再開される。
1678年にジュンガルのガルダン・ハーンによってハミ、トルファンが占領され、1680年にカシュガル、ヤルカンドが陥落する。ガルダンはイスマーイールを廃位し、従軍していたトルファンの総督のアブドゥッラシードをハンに擁立した。ガルダンの侵攻の前、カシュガルから追放されたヒダーヤットがチベットに行き、ダライ・ラマ5世の親書を携えてガルダンの元に赴いたことがイスハーキーヤ側で編纂された史料に記されている。アブドゥッラシード・ハン2世がジュンガルによってイリに拉致された後、兄弟のムハンマド・アミーンがハンに擁立されるが、1692年にムハンマド・アミーンはアーファーキーヤに殺害される。
ジュンガルの支配下に置かれた後もイスハーキーヤを支持するハンとアーファーキーヤの抗争は続き、ムハンマド・アミーンの次にハンとなったムハンマド・ムミーンは1696年・1697年にアーファーキーヤとの戦闘で陣没する。また、1696年にガルダンが清軍に敗れた後、イリのアブドゥッラシード2世は清に降伏した。北京に移住したアブドゥッラシードの子孫を除いてモグーリスタン・ハン国の王統は途絶え、モグーリスタン・ハン家の王女を祖母に持つヒダーヤット・アッラーの孫のアフマドがハンを称した。

## 社会
スルターンの称号を持つ王族がオアシス地帯に割拠したヤルカンド・ハン国では従前のモンゴル国家のような統一した軍事行動の展開が困難になり、また草原地帯を失った遊牧モグールの定住化によって軍事力が低下した。モグールの有力者はオアシス農地を領有しており、彼らの土地所有を認めるハンの勅令（ヤルリク）が存在する。軍事力の低下を補うために新たな遊牧集団が編入され、スルタン・サイードの代からヤルカンド・ハン国に仕えていたクルグズは、アブドゥッラーの治世に入ると宮廷・地方の要職の多くを占めるようになっていた。17世紀半ばにはカラヤンチュクと呼ばれるオイラトの集団が傭兵としてハンに従っていた。

## 歴代君主
1. スルタン・サイード（在位：1514年 - 1537年/38年）
2. アブドゥッラシード・ハン1世（在位：1537年/38年 - 1559年/60年） - スルタン・サイードの子
3. アブドゥル・カリーム（在位：1559年/60年 - 1591年） - アブドゥッラシード1世の子
4. ムハンマド（在位：1591年/92年 - 1609年/10年） - アブドゥッラシード1世の子で、アブドゥル・カリームの弟
5. シュジャーウッディーン・アフマド（在位：1609年/10年 - 1618年/19年） - ムハンマドの子
6. クライシュ（在位：1618年/19年?） - シュジャーウッディーン・アフマドの従兄弟
7. アブドゥッラティーフ（アパク）（在位：1618年/19年? - 1630年/31年） - シュジャーウッディーン・アフマドの子
8. アフマド（プラド）（第一治世、在位：1630年/31年 - 1632年/33年） - シュジャーウッディーン・アフマドの孫
9. マフムード（クルチ）（在位：1632年/33年 - 1635年/36年） - アフマドの兄弟
10. アフマド（プラド）（第二治世、在位：1635年/36年 - 1638年/39年）
11. アブドゥッラー（在位：1638年/39年 - 1667年/68年） - シュジャーウッディーン・アフマドとクライシュの従兄弟
12. ヨルバルス（在位：1667年/68年 - 1669年/70年） - アブドゥッラーの子
13. アブドゥッラティーフ（在位：1669年/70年） - ヨルバルスの子
14. イスマーイール（在位：1670年 - 1680年） - アブドゥッラーの兄弟
15. アブドゥッラシード・ハン2世（在位：1680年 - 1682年） - アブドゥッラーとイスマーイールの甥
16. ムハンマド・アミーン（在位：? - 1692年） - アブドゥッラシード2世の兄弟
17. アクバシュ・ハーン（ムハンマド・ムミーン）（在位：1692年 - 1700年）
18. スルタン・アフマド （在位：1700年 - 1700年以降）- アクバシュ・ハーンの子